# Собор у Барі
Барíйський собор — відбувся в жовтні 1098 року. Був скликаний Римським папою Урбаном II для примирення Католицької та Православної церков. В соборі брала участь й делегація Київської митрополії.
Під час зближення між Візантією та Папою Римським, після проведення Першого Хрестового Походу, в 1098 році Папа Урбан ІІ скликав собор в місті Барі з метою зближення церков.
Основним завданням собору було остаточне визначення позиції в догматичній суперечці про Filoque між Католицькою та Православними церквами, яка стала однією з головних причин Великого розколу 1054 року. У соборі, під головуванням самого Папи, взяли участь понад 180 католицьких єпископів, включаючи відомого теолога Ансельма Кентерберійського, що вважається батьком схоластики, який і виступив на соборі з головним доповіддю на тему «походження Святого Духу». Крім того, собор розглянув різноманітні питання помісного управління і підтримав позицію Ансельма у його конфлікті з англійським королем Вільгельмом II.
З православного боку в соборі брали участь грецькі єпископи як з Візантії, так і з єпархій сучасної Південної Італії. Але православні джерела нічого не повідомляють про їхню участь в дискусії на тему Філіокве.
У соборі в Барі брала участь й делегація Київської православної митрополії, яку благословив Митрополит Київський і всієї Руси Іван III. Члени цієї місії були також у м. Барі на освячені перенесеної гробниці св. Миколая Мірлікійського (свято Миколи Теплого). Відтоді і почалося піднесення культу св. Миколая на Русі.
Проте собор не досяг зближення церков. Можливо, реальною метою собору просто була формальна підтримка позиції Папи в його диспуті зі Східними церквами.
Собор у Барі підтримав Папу й Ансельма, й навіть постановив був проголосити анатему незгідним з його результатами. Наступні об'єднавчі собори, як то Ліонський собор та Флорентійський собор, на яких також були присутні представники Київської митрополії (митрополити Київські та всієї Руси) також не змогли остаточно подолати наслідки «Великого Розколу».